# 楔形副棘鰍
楔形副棘鰍（學名：Paracanthocobitis triangula），為輻鰭魚綱鯉形目條鰍科副棘鰍屬的其中一種。分布於亞洲孟加拉布拉瑪普特拉河及梅格納河流域，體長可達2.9公分，棲息在河川底層水域，生活習性不明。

## 扩展阅读
維基物種上的相關：楔形副棘鰍